# Casa degli Omenoni
La Casa degli Omenoni o Palazzo Leoni-Calchi es un palacio histórico de Milán, Italia construido en torno al 1565, situado en la actual Via degli Omenoni, detrás de la Iglesia de San Fedele. Fue diseñada por el escultor Leone Leoni para él mismo, que vivió y trabajó aquí. Su nombre procede de los ocho atlantes (llamados omenoni en milanés, es decir, «grandes hombres») de la fachada, esculpidos por Antonio Abondio, probablemente según el diseño de Leoni.

## Historia

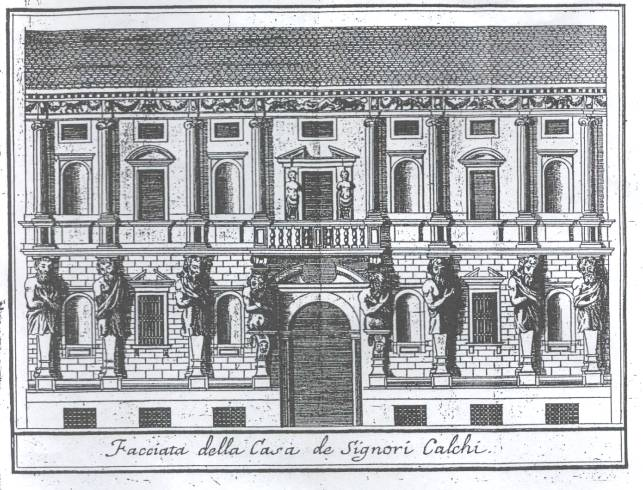
La Casa degli Omenoni en la Descrizione di Milano de Serviliano Latuada.

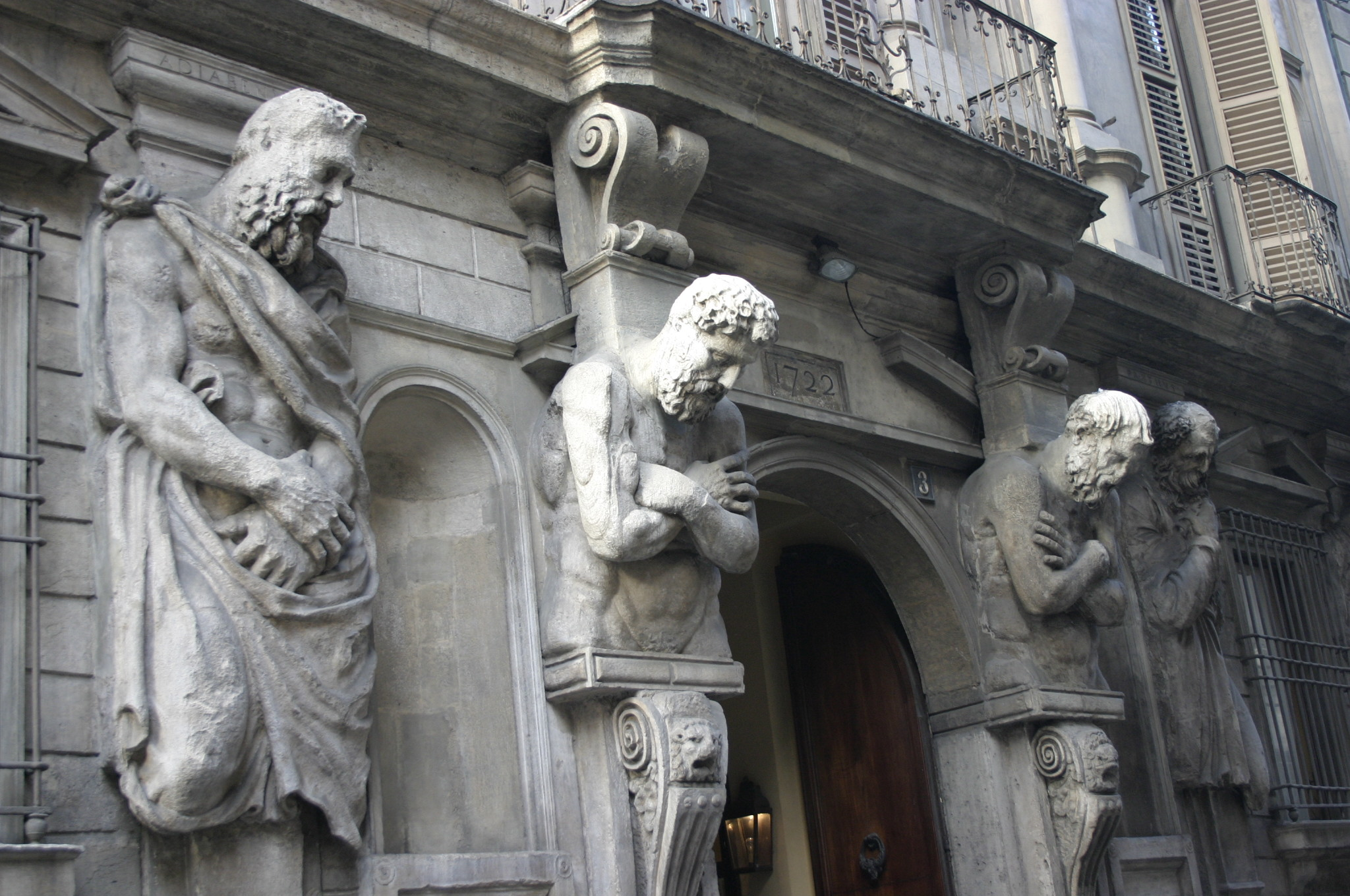
Los atlantes de la Casa degli Omenoni de Milán.

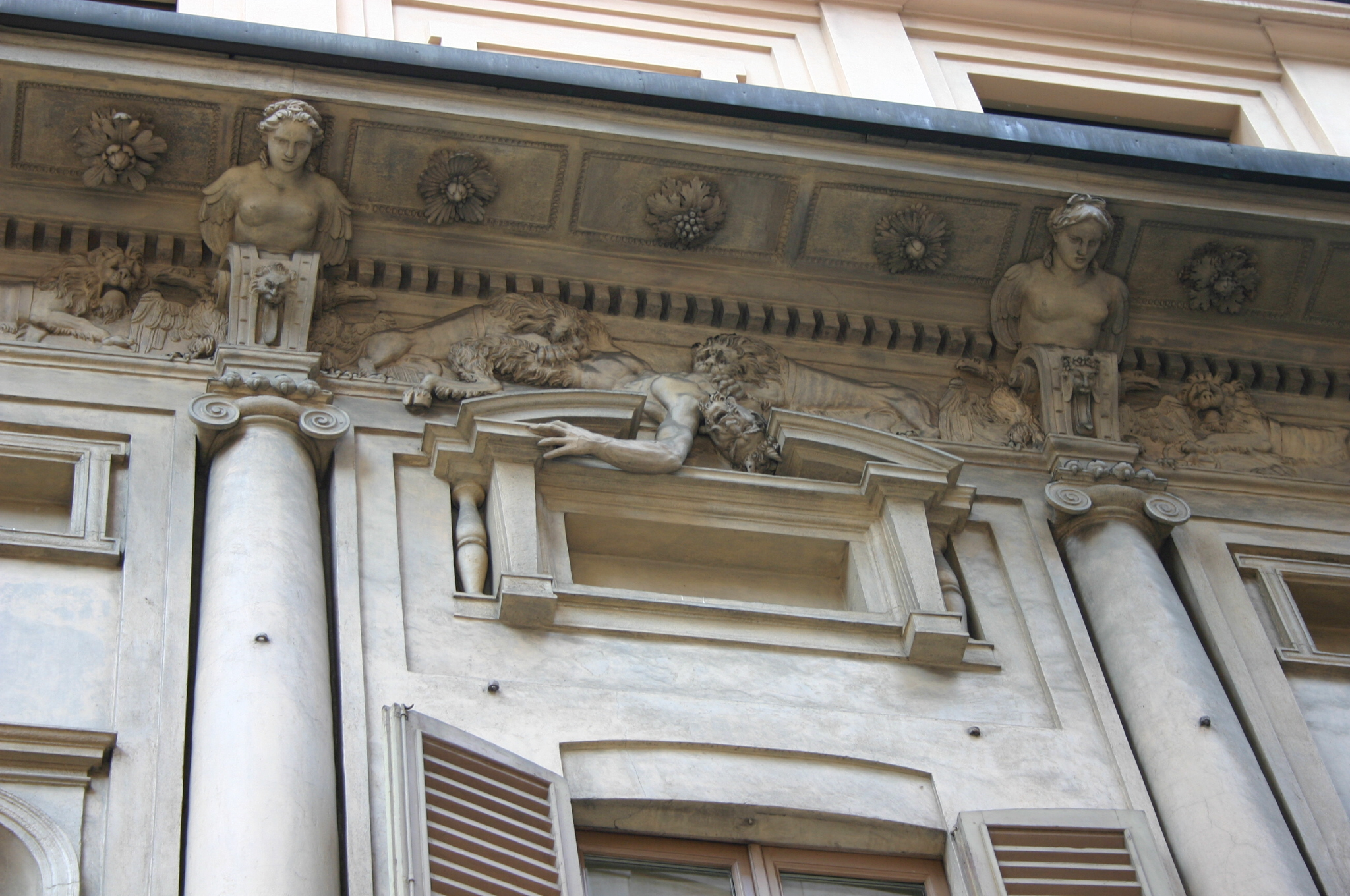
El relieve con la Calumnia desgarrada por los leones.

La construcción del edificio se debe al escultor y coleccionista toscano Leone Leoni, escultor imperial al servicio de Carlos I de España y Felipe II de España. El artista, nombrado escultor de la ceca de Milán en 1542, adquirió la propiedad de la parcela en 1549, y en 1565 inició la construcción del edificio, que sería su vivienda y la de su hijo Pompeo Leoni, también escultor.
Fueron ambos célebres coleccionistas y marchantes de arte, y reunieron en el interior de la casa una célebre y ecléctica colección de arte antigua y obras de los mayores artistas de la época, entre los cuales destacaban obras de Tiziano, Parmigianino, Miguel Ángel y Correggio, la colección de los dibujos de Leonardo da Vinci heredados por su alumno Francesco Melzi, y moldes de yeso de estatuas clásicas, entre ellas la estatua ecuestre de Marco Aurelio del Capitolio en Roma. Algunas obras de la colección, dispersa posteriormente, acabaron en la Pinacoteca Ambrosiana, entre las cuales el Códice Atlántico de Leonardo.
El artista e historiador Vasari describió el palacio en el capítulo de las Vite dedicado a Leone Leoni, narrando como

Leone, para mostrar la grandeza de su alma, el bello ingenio que ha recibido de la naturaleza, y el favor de la fortuna, ha construido con grandes gastos una casa de bellísima arquitectura en la Contrada de' Moroni, tan llena de invenciones caprichosas, que no hay quizá otra igual en todo Milán.
Giorgio Vasari, Vite dei più eccellenti architetti pittori et scultori italiani da Cimabue insino a' tempi nostri - Vita di Lione Lioni, Aretino

Después de ser propiedad de Leone Leoni y posteriormente de su hijo Pompeo Leoni, la casa fue vendida por el yerno de Pompeo, Polidoro Calchi, y a lo largo del tiempo ha sido propiedad de varias familias notables milanesas, incluidos los Belgioioso, los Pozzi y los Besana. También ha sido usada como sede de la editorial de música clásica Casa Ricordi, como sede del Partido Nacional Fascista, y como un teatro. El edificio está al lado del Palazzo Pozzi Besana.
El palacio ha sido restaurado y remodelado varias veces en los siglos XIX y XX. Solo la fachada se ha conservado casi sin cambios, excepto la adición de balcones de hierro y el ático.

## Descripción
La fachada se compone de dos órdenes horizontales y un ático de época posterior, y está dividida verticalmente en siete secciones. En la planta baja hay ocho colosales atlantes de piedra que representan bárbaros derrotados, inspirados en las estatuas de la Roma clásica. Encima de las cabezas de los bárbaros están indicados los pueblos a los que pertenecen: suevos, cuados, Adiabene, partos, sármatas y marcomanos. A ellos se alternan dos ventanas con el tímpano quebrado, y otras dos ventanas en arco, abiertas posteriormente en lugar de las hornacinas que se encontraban previamente en su lugar. En el piano nobile las columnas adosadas de orden jónico se alternan a hornacinas y ventanas a las cuales en el siglo XIX se añadieron los balcones.
Los leones (en referencia a la familia Leoni) son un tema recurrente de sus decoraciones. En particular, en el segmento central del friso que discurre bajo la cornisa hay un gran relieve titulado La Calumnia desgarrada por los leones que muestra a dos leones desgarrando en pedazos a un sátiro. El estilo global del palacio y la decoración tiene varias referencias al estilo de Miguel Ángel.
En el interior, restaurado por Portaluppi en 1929, hay un patio de planta rectangular con tres alas porticadas y un friso de metopas y triglifos.